# Unified EFI Forum
Unified EFI Forum – organizacja non-profit utworzona w celu zarządzania i promowania standardu UEFI. Powstała w 2005 roku jako wspólnota 11 korporacji z branży sprzętu komputerowego.

## Członkowie
Członkami organizacji są:
- AMD
- American Megatrends
- Apple Computer
- Dell
- Hewlett-Packard
- IBM
- Insyde
- Intel
- Lenovo
- Microsoft
- Phoenix Technologies

oraz inne mniejsze firmy.